# Stora Bugärde
Stora Bugärde est une localité de Suède située dans la commune de Härryda du comté de Västra Götaland. Elle couvre une superficie de 1,02 km2. En 2010, elle compte 367 habitants.